# 邗上农桑
邗上农桑是扬州清代的一个园林，位于迎恩河（漕河）以西，乾隆年间由晋商、奉宸苑卿衔王勖（1716-1776年）修建，其弟候选知府王协修葺。模仿康熙《耕织图》，有仓房、饷桥、歌台、报丰祠、草亭、浴蚕房、竹亭、方亭、分箔房、绿桑亭、砻房等建筑。